# آرثر نيفين
آرثر نيفين (بالإنجليزية: Arthur Nevin)‏ هو عالم موسيقى وملحن أمريكي، ولد في 27 أبريل 1871، وتوفي في 10 يوليو 1943.

## وصلات خارجية
- آرثر نيفين على موقع الموسوعة البريطانية (الإنجليزية)
- آرثر نيفين على موقع ميوزك برينز (الإنجليزية)
- آرثر نيفين على موقع قاعدة بيانات برودواي على الإنترنت (الإنجليزية)